# Francisco de Souza
Francisco de Souza Ferreira, más conocido como Gradim (Vassouras, 15 de junio de 1908 — Río de Janeiro, 12 de junio de 1987), fue un entrenador y exfutbolista brasileño, que actuó como delantero. Fue entrenador campeón con Barcelona de Guayaquil en 1963.

## Trayectoria

### Como entrenador
Vasco
- Campeonato Carioca: 1958
- Torneo Río-São Paulo: 1958

Barcelona de Guayaquil
- Campeonato Ecuatoriano: 1963[3]